# NWA Georgia Tag Team Championship
L'NWA Georgia Tag Team Championship è stato un titolo della divisione tag team della federazione Georgia Championship Wrestling, associata alla National Wrestling Alliance (NWA).
Il titolo fu attivo dal 1968, anno in cui fu istituito, fino al 1980, quando fu disattivato in favore del NWA National Tag Team Championship.

## Storia
La prima menzione del titolo risale al 1954, quando Mike Paidousis e Wild Man Zimm venivano annunciati come detentori del titolo nel territorio della Georgia, ma la cintura iniziò ad essere difesa costantemente solo a partire dal 1968. A partire da quel periodo il titolo divenne in breve tempo il principale riconoscimento della divisione tag team della GCW, contribuendo alla cessazione della versione della Georgia del NWA World Tag Team Championship.
A partire dal 1975 la GCW iniziò a promuovere principalmente il NWA Mid-Atlantic Tag Team Championship, rendendo il titolo regionale un riconoscimento di seconda fascia, fino alla sua cessazione nel 1980 in favlore del NWA National Tag Team Championship, all'interno del quale venne unificato.
Il titolo fu riattivato in più di una circostanza: nel 1998 ricominciò ad essere promosso nella NWA Georgia, che successivamente si unì insieme alla National Championship Wrestling all'interno della NWA Wildiside, che continuò a promuovere il titolo fino alla sua chiusura nel 2005. Fu nuovamente riattivato nel 2014, per mano della NWA Atlanta, fino alla sua definitiva cessazione nel 2016, anno di chiusura della federazione.

## Albo d'oro
| Legenda  |                                                                               |
| -------- | ----------------------------------------------------------------------------- |
| #        | Indica il numero del regno titolato                                           |
| Regno    | Viene indicato il numero del regno del campione                               |
| Data     | La data in cui il titolo è stato vinto                                        |
| Località | Indica il luogo in cui il titolo è stato vinto                                |
| Note     | Indica notizie particolari riguardanti i cambi di titolo o altre informazioni |

| # | Campione                                    | Regno | Data              | Giorni | Località               | Evento               | Note | Fonti |
| --- | ------------------------------------------- | ----- | ----------------- | ------ | ---------------------- | -------------------- | --- | ----- |
| Georgia Championship Wrestling |                                             |       |                   |        |                        |                      | |       |
| La prima testimonianza del titolo è quando venne messo in palio in un incontro che contrapponeva Mike Paidousis e Wild Man Zimm a Jack Steele e El Toro il 20 settembre 1954 a Valdosta, in Georgia. Non è tuttavia noto chi fossero i detentori del titolo. |                                             |       |                   |        |                        |                      | |       |
| 1 | El Toro e Whitey Whittier                   | 1     | 30 settembre 1955 | --     | Atlanta, Georgia       | House show           | Si tratta del primo cambio di mano documentato del titolo. |       |
| Storia del titolo non documentata |                                             |       |                   |        |                        |                      | |       |
| 2 | Alberto Torres e Ramon Torres               | 1     | 5 luglio 1968     | 63     | Atlanta, Georgia       | House show           | In un torneo per assegnare il titolo, sconfiggendo in finale El Mongol e Tarzan Tyler |       |
| 3 | Butcher Vachon e Stan Vachon                | 1     | 6 settembre 1968  | 14     | Atlanta, Georgia       | House show           | |       |
| 4 | Alberto Torres e Ramon Torres               | 2     | 20 settembre 1968 | 39     | Atlanta, Georgia       | House show           | | [ 2 ] |
| 5 | Butcher Vachon e Stan Vachon                | 2     | 29 ottobre 1968   | 13     | Savannah, Georgia      | House show           | |       |
| 6 | Alberto Torres e Ramon Torres               | 3     | 11 novembre 1968  | 11     | --                     | House show           | |       |
| 7 | Assassin #1 e Assassin #2                   | 1     | 22 novembre 1968  | 33     | --                     | House show           | |       |
| 8 | Alberto Torres e Ramon Torres               | 4     | 25 dicembre 1968  | 31     | --                     | House show           | |       |
| 9 | Assassin #2 (2) e The Professional          | 1     | 25 gennaio 1969   | 55     | --                     | House show           | |       |
| — | Vacante                                     | —     | 21 marzo 1969     | —      | —                      | —                    | Il titolo venne reso vacante in seguito ad un finale controverso di una difesa. |       |
| 10 | Assassin #1 (2) e Assassin #2 (3)           | 2     | 4 aprile 1969     | 84     | Atlanta, Georgia       | House show           | In un torneo per assegnare il titolo vacante, sconfiggendo in finale El Mongol e Louie Tillet. |       |
| 11 | El Mongol e The Professional (2)            | 1     | 27 giugno 1969    | 13     | Atlanta, Georgia       | House show           | |       |
| 12 | Mr. Ito e Chati Yokouchi                    | 1     | 10 luglio 1969    | 29     | Athens, Georiga        | House show           | |       |
| 13 | Assassin #1 (3) e Assassin #2 (4)           | 3     | 8 agosto 1969     | 63     | --                     | House show           | |       |
| 14 | Buddy Fuller e Ray Gunkel                   | 1     | 10 ottobre 1969   | 70     | Atlanta, Georgia       | House show           | |       |
| 15 | Assassin #1 (4) e Assassin #2 (5)           | 4     | 19 dicembre 1969  | 91     | Atlanta, Georgia       | House show           | In un 6-man tag match con Nick Bockwinkel, sconfiggendo Fuller, Gunkel e The Professional. |       |
| 16 | Buddy Fuller e Ray Gunkel                   | 2     | 20 marzo 1970     | 73     | Atlanta, Georgia       | House show           | |       |
| — | Vacante                                     | —     | 1 giugno 1970     | —      | —                      | —                    | Reso vacante per decisione di Gunkel. |       |
| 17 | The Professional (3) e Bobby Shane          | 1     | 3 luglio 1970     | 56     | Atlanta, Georgia       | House show           | In un torneo per assegnare il titolo vacante, sconfiggendo in finale Bubby Colt e Homer O'Dell. |       |
| 18 | Assassin #1 (5) e Assassin #2 (6)           | 5     | 28 agosto 1970    | 28     | Atlanta, Georgia       | House show           | |       |
| — | Vacante                                     | —     | 25 settembre 1970 | —      | —                      | —                    | Il titolo venne reso vacante in seguito ad un finale controverso di una difesa. |       |
| 19 | Assassin #1 (6) e Assassin #2 (7)           | 6     | 16 ottobre 1970   | 168    | Atlanta, Georgia       | House show           | In un torneo per assegnare il titolo vacante, sconfiggendo in finale Mr. Ito e The Great Ota. |       |
| 20 | Ray Gunkel (3) e El Mongol (2)              | 1     | 2 aprile 1971     | 70     | Atlanta, Georgia       | House show           | |       |
| 21 | Assassin #1 (7) e Assassin #2 (8)           | 7     | 11 giugno 1971    | 112    | Atlanta, Georgia       | House show           | |       |
| — | Vacante                                     | —     | 1 ottobre 1971    | —      | —                      | —                    | Il titolo venne reso vacante in seguito ad un finale controverso di una difesa. |       |
| 22 | Assassin #1 (8) e Assassin #2 (9)           | 8     | 8 ottobre 1971    | 49     | --                     | House show           | In uno spareggio per riassegnare il titolo vacante, sconfiggendo Dick Steinborn e George Scott. |       |
| — | Vacante                                     | —     | 26 novembre 1971  | —      | —                      | —                    | Il titolo fu reso vacante in seguito a multipli finali controversi di difese titolate. |       |
| 23 | Assassin #1 (9) e Assassin #2 (10)          | 9     | 26 novembre 1971  | 21     | Atlanta, Georgia       | House show           | In un torneo per assegnare il titolo vacante, sconfiggendo in finale Bob Armstrong e Bill Dromo. |       |
| 24 | Buddy Fuller (3) e Ray Gunkel (4)           | 3     | 17 dicembre 1971  | 84     | Atlanta, Georgia       | House show           | |       |
| 25 | Assassin #1 (10) e Assassin #2 (11)         | 10    | 10 marzo 1972     | 168    | --                     | House show           | |       |
| — | Vacante                                     | —     | 25 agosto 1972    | —      | —                      | —                    | Il titolo fu reso vacante quando gli Assassins si fecero squalificare intenzionalmente in una difesa titolata contro Bob Armstrong e Dick Steinborn.                                                                           |       |
| 26 | Skandor Akbar e Ox Baker                    | 1     | 15 settembre 1972 | 35     | Atlanta, Georgia       | House show           | In un torneo per assegnare il titolo vacante, sconfiggendo in finale Bob Armstrong e Dick Steinborn. |       |
| 27 | Argentina Apollo e Dick Steinborn           | 1     | 20 ottobre 1972   | 12     | Atlanta, Georgia       | House show           | |       |
| — | Vacante                                     | —     | 1 novembre 1972   | —      | —                      | —                    | Il titolo fu reso vacante quando Apollo e Steinborn lasciarono la federazione per aprire la All-South Championship Wrestling.                                                                                                  |       |
| 28 | Eddie Graham e Mike Graham                  | 1     | 29 dicembre 1972  | 133    | Atlanta, Georgia       | House show           | In un torneo per assegnare il titolo vacante, sconfiggendo in finale Rocket Monroe e Sputnik Monroe. |       |
| 29 | Doug Lindzy (4) e Don Smith                 | 1     | 11 maggio 1973    | 29     | --                     | House show           | |       |
| 30 | Bob Orton Jr. e Mr. Wrestling II            | 1     | 9 giugno 1973     | 56     | --                     | House show           | |       |
| 31 | Doug Lindzy (5) e Don Smith (2)             | 2     | 4 agosto 1973     | 30     | --                     | House show           | |       |
| — | Vacante                                     | —     | 3 settembre 1973  | —      | —                      | —                    | Il titolo fu reso vacante quando Lindzy e Smith si fecero squalificare intenzionalmente in una difesa titolata. |       |
| 32 | Bobby Duncan e Stan Vachon (3)              | 1     | 21 settembre 1973 | 36     | Atlanta, Georgia       | House show           | |       |
| 33 | Bob Armstrong e Robert Fuller               | 1     | 27 ottobre 1973   | 55     | --                     | House show           | |       |
| 34 | Gorgeous George Jr. e Bobby Shane (2)       | 1     | 21 dicembre 1973  | 14     | --                     | House show           | |       |
| — | Vacante                                     | —     | 4 gennaio 1974    | —      | —                      | —                    | Il titolo venne reso vacante in seguito ad un finale controverso di una difesa. |       |
| 35 | Ron Garvin e Terry Garvin                   | 1     | 18 gennaio 1974   | 49     | Atlanta, Georgia       | House show           | In un torneo per assegnare il titolo vacante, sconfiggendo in finale Bob Armstrong e Robert Fuller. | [ 3 ] |
| 36 | Bob Armstrong e Robert Fuller               | 2     | 8 marzo 1974      | 7      | Atlanta, Georgia       | House show           | |       |
| 37 | Ron Garvin e Terry Garvin                   | 2     | 15 marzo 1974     | 70     | Atlanta, Georgia       | House show           | |       |
| 38 | Bob Armstrong e Robert Fuller               | 3     | 24 maggio 1974    | 7      | Atlanta, Georgia       | House show           | |       |
| 39 | Gene Anderson e Ole Anderson                | 1     | 31 maggio 1974    | 63     | Atlanta, Georgia       | House show           | |       |
| 40 | Mr. Wrestling I e Mr. Wrestling II (2)      | 1     | 2 agosto 1974     | 14     | Atlanta, Georgia       | House show           | |       |
| 41 | Gene Anderson e Ole Anderson                | 2     | 16 agosto 1974    | 21     | Atlanta, Georgia       | House show           | Sconfiggendo Mr. Wrestling I e Harley Race, che sostituiva Mr. Wrestling II |       |
| 42 | Mr. Wrestling I (2) e Mr. Wrestling II (3)  | 2     | 6 settembre 1974  | 14     | Atlanta, Georgia       | House show           | |       |
| 43 | Gene Anderson e Ole Anderson                | 3     | 20 settembre 1974 | 35     | Atlanta, Georgia       | House show           | |       |
| — | Vacante                                     | —     | 25 ottobre 1974   | —      | —                      | —                    | Il titolo venne reso vacante in seguito ad un finale controverso di una difesa. |       |
| 44 | Buddy Colt e Rober Kirby                    | 1     | 1 novembre 1974   | 85     | Atlanta, Georgia       | House show           | In uno spareggio per riassegnare i titoli, contro Gene e Ole Anderson. |       |
| 45 | Jerry Brisco e Rocky Johnson                | 1     | 25 gennaio 1975   | 51     | Atlanta, Georgia       | House show           | |       |
| 46 | Assassin #2 (12) e Toru Tanaka              | 1     | 17 marzo 1975     | 53     | --                     | House show           | |       |
| 47 | Bob Armstrong e Robert Fuller               | 4     | 9 maggio 1975     | 49     | Atlanta, Georgia       | House show           | |       |
| 48 | Bob Orton Jr. (2) e Dick Slater             | 1     | 27 giugno 1975    | 32     | Atlanta, Georgia       | House show           | |       |
| — | Vacante                                     | —     | 29 luglio 1975    | —      | —                      | —                    | Il titolo venne reso vacante quando Orton e Slater vinsero i Macon Tag Team Championship. |       |
| 49 | Mr. Fuji e Toru Tanaka (2)                  | 1     | 19 settembre 1975 | 27     | Atlanta, Georgia       | House show           | In un torneo per assegnare il titolo vacante, sconfiggendo in finale Tony Garea e Dean Ho. |       |
| 50 | Bob Backlund e Jerry Brisco (2)             | 1     | 16 ottobre 1975   | 48     | --                     | House show           | |       |
| 51 | Tony Charles e Les Thornton                 | 1     | 3 dicembre 1975   | 107    | --                     | House show           | |       |
| 52 | Jerry Oates e Ted Oates                     | 1     | 19 marzo 1976     | 80     | Atlanta, Georgia       | House show           | |       |
| 53 | Black Gordman e Goliath                     | 1     | 7 giugno 1976     | 25     | --                     | House show           | |       |
| 54 | Dean Ho e Ken Mantell                       | 1     | 2 luglio 1976     | 14     | Atlanta, Georgia       | House show           | |       |
| 55 | Jimmy Valiant e Johnny Valiant              | 1     | 16 luglio 1976    | 49     | Atlanta, Georgia       | House show           | |       |
| 56 | Porkchop Cash e Tom Jones                   | 1     | 3 settembre 1976  | 49     | Atlanta, Georgia       | House show           | | [ 4 ] |
| 57 | Gene Anderson e Ole Anderson                | 4     | 22 ottobre 1976   | 84     | Atlanta, Georgia       | House show           | |       |
| 58 | Mr. Wrestling I (3) e Mr. Wrestling II (4)  | 3     | 14 gennaio 1977   | 25     | --                     | House show           | | [ 5 ] |
| — | Vacante                                     | —     | 8 febbraio 1977   | —      | —                      | —                    | Il titolo venne reso vacante in seguito ad un finale controverso di una difesa. |       |
| 59 | Mr. Wrestling I (4) e Mr. Wrestling II (5)  | 4     | 15 febbraio 1977  | 10     | --                     | House show           | In uno spareggio per riassegnare i titoli, contro Gene e Ole Anderson. |       |
| 60 | Gene Anderson e Ole Anderson                | 5     | 25 febbraio 1977  | 63     | Atlanta, Georgia       | House show           | |       |
| 61 | Thunderbolt Patterson e Mr. Wrestling I (5) | 5     | 29 aprile 1977    | 42     | Atlanta, Georgia       | House show           | |       |
| 62 | Gene Anderson e Ole Anderson                | 6     | 10 giugno 1977    | 88     | --                     | House show           | |       |
| — | Vacante                                     | —     | 6 settembre 1977  | —      | —                      | —                    | Il titolo venne reso vacante quando gli Anderson lasciarono il territorio. |       |
| 63 | Tony Atlas e Tommy Rich                     | 1     | 9 settembre 1977  | 7      | --                     | House show           | In un torneo per assegnare il titolo vacante, sconfiggendo in finale Pak Song e The Executioner. |       |
| 64 | The Executioner e Pak Song                  | 1     | 16 settembre 1977 | 60     | --                     | House show           | |       |
| 65 | Tony Atlas e Tommy Rich                     | 2     | 15 novembre 1977  | 28     | --                     | House show           | |       |
| 66 | Ole Anderson (7) e Jacques Goulet           | 1     | 13 dicembre 1977  | 56     | Macon, Georgia         | House show           | |       |
| 67 | Tony Atlas (3) e Mr. Wrestling II (6)       | 1     | 7 febbraio 1978   | 20     | Columbus, Georgia      | House show           | |       |
| 68 | Lars Anderson e Ole Anderson (8)            | 1     | 27 febbraio 1978  | 22     | Macon, Georgia         | House show           | |       |
| 69 | Thunderbolt Patterson (2) e Tommy Rich (3)  | 1     | 21 marzo 1978     | 38     | Atlanta, Georgia       | House show           | |       |
| 70 | Lars Anderson (2) e Ole Anderson (9)        | 2     | 28 aprile 1978    | 7      | --                     | House show           | |       |
| 71 | Thunderbolt Patterson (3) e Tommy Rich (4)  | 2     | 5 maggio 1978     | 33     | --                     | House show           | |       |
| 72 | Ole Anderson (10) e Ivan Koloff             | 1     | 7 giugno 1978     | 108    | --                     | House show           | |       |
| 73 | Rick Martel e Tommy Rich (5)                | 1     | 23 settembre 1978 | 27     | Atlanta, Georgia       | House show           | |       |
| 74 | Ole Anderson (11) e Stan Hansen             | 1     | 20 ottobre 1978   | 22     | --                     | House show           | |       |
| — | Vacante                                     | —     | 11 novembre 1978  | —      | —                      | —                    | Il titolo fu reso vacante quando Anderson e Hansen si fecero squalificare intenzionalmente in una difesa titolata. |       |
| 75 | Dory Funk Jr. e Terry Funk                  | 1     | 23 novembre 1978  | 39     | Atlanta, Georgia       | House show           | In un torneo per assegnare il titolo vacante, sconfiggendo in finale Jack e Jerry Brisco. |       |
| 76 | Jack Brisco e Jerry Brisco (4)              | 1     | 1 gennaio 1979    | 18     | Atlanta, Georgia       | House show           | |       |
| 77 | Ole Anderson (12) e Ivan Koloff (2)         | 2     | 19 gennaio 1979   | 96     | Atlanta, Georgia       | House show           | | [ 6 ] |
| 78 | Norvell Austin e Rufus R. Jones             | 1     | 25 aprile 1979    | 3      | Augusta, Georgia       | House show           | |       |
| — | Vacante                                     | —     | 1 maggio 1979     | —      | —                      | —                    | Reso vacante quando Austin e Jones lasciarono il territorio. |       |
| 79 | Wahoo McDaniel e Tommy Rich (6)             | 1     | 18 maggio 1979    | 21     | Atlanta, Georgia       | House show           | In uno spareggio per riassegnare i titoli, contro Ole Anderson e Ivan Koloff. |       |
| 80 | Ole Anderson (13) e Ivan Koloff (3)         | 3     | 8 giugno 1979     | 24     | Atlanta, Georgia       | House show           | |       |
| 81 | Stan Hansen (2) e Tommy Rich (7)            | 1     | 2 luglio 1979     | 60     | Augusta, Georgia       | House show           | |       |
| 82 | Ole Anderson (14) e Ivan Koloff (4)         | 4     | 31 agosto 1979    | 21     | Atlanta, Georgia       | House show           | |       |
| 83 | Crusher Lisowski e Tommy Rich (8)           | 1     | 21 settembre 1979 | 14     | Atlanta, Georgia       | House show           | |       |
| 84 | Ole Anderson (15) e Ernie Ladd              | 1     | 5 ottobre 1979    | 10     | Atlanta, Georgia       | House show           | |       |
| — | Vacante                                     | —     | 15 ottobre 1979   | —      | —                      | —                    | Reso vacante in seguito allo split di Anderson e Ladd. |       |
| 85 | Austin Idol e The Masked Superstar          | 1     | 22 novembre 1979  |        | Atlanta, Georgia       | House show           | |       |
| 86 | Jack Brisco (2) e Jerry Brisco (5)          | 2     | 30 novembre 1979  |        | --                     | House show           | |       |
| 87 | Ole Anderson (16) e Jerry Brisco (6)        | 1     | 5 dicembre 1979   |        | --                     | House show           | Jack Brisco cedette la sua parte di titolo a Ole Anderson |       |
| 88 | Ivan Koloff (5) e Alexis Smirnoff           | 1     | 7 dicembre 1979   |        | --                     | House show           | |       |
| 89 | Tony Atlas (4) e Kevin Sullivan             | 1     | 21 aprile 1980    |        | Atlanta, Georgia       | House show           | |       |
| 90 | Ivan Koloff (6) e Alexis Smirnoff (2)       | 2     | 24 aprile 1980    |        | Atlanta, Georgia       | House show           | |       |
| 91 | Lars Anderson (3) e Ole Anderson (17)       | 3     | 8 giugno 1980     |        | Atlanta, Georgia       | House show           | |       |
| 92 | Assassin #1 (11) e Assassin #3              | 1     | 16 giugno 1980    |        | Augusta, Georgia       | House show           | |       |
| 93 | Steve Keirn e Mr. Wrestling I (6)           | 1     | 30 luglio 1980    |        | Columbus, Ohio         | House show           | |       |
| 94 | Assassin #1 (12) e Assassin #3 (2)          | 2     | 6 agosto 1980     |        | Columbus, Ohio         | House show           | |       |
| 95 | Mr. Wrestling I (7) e Mr. Wrestling II (6)  | 5     | 19 settembre 1980 |        | Atlanta, Georgia       | House show           | |       |
| 96 | Terry Gordy e Michael Hayes                 | 1     | 10 ottobre 1980   |        | Atlanta, Georgia       | House show           | |       |
| — | Vacante                                     | —     | 14 novembre 1980  | —      | —                      | —                    | Il titolo fu reso vacante in seguito ad un finale controverso di una difesa titolata. |       |
| — | Disattivato                                 | —     | novembre 1980     | —      | —                      | —                    | La GCW annunciò un torneo per il NWA National Tag Team Championship e il NWA Georgia Tag Team Title fu unificato al suo interno.                                                                                               |       |
| National Championship Wrestling/NWA Georgia |                                             |       |                   |        |                        |                      | |       |
| 96 | Frenchy Riviera e Silky Boom Bom            | 1     | 17 ottobre 1998   | 145    | Eatonton, Georgia      | House show           | La National Championship Wrestling e la NWA Georgia riattivarono il titolo, mantenendogli il nome originario. Riviera e Boom Boom vinsero il titolo in uno spareggio al quale partecipavano anche Shane Helms e Mike Maverick. |       |
| 97 | Faku e Spade                                | 1     | 11 marzo 1999     | 21     | Loganville, Georgia    | House show           | |       |
| 98 | Billy Black e Joel Deaton                   | 1     | 1 aprile 1999     | 70     | Loganville, Georgia    | House show           | |       |
| — | Vacante                                     | —     | 10 giugno 1999    | —      | —                      | —                    | Il titolo fu reso vacante quando Black attaccò il promoter Bill Behrens. |       |
| 99 | Rukkus e Vic Violent                        | 1     | 10 giugno 1999    | 70     | Loganville, Georgia    | House show           | In uno spareggio per riassegnare i titoli, contro Mark Davis e Faku. |       |
| — | Vacante                                     | —     | 19 agosto 1999    | —      | —                      | —                    | Il titolo fu reso vacante per una mancata difesa. |       |
| 100 | David Young e Shane Young                   | 1     | 19 agosto 1999    | 93     | Loganville, Georgia    | House show           | In uno spareggio per riassegnare i titoli, contro Terry Lawler e Bart Sawyer. |       |
| 101 | Joe Harley e Pan Head Nelson                | 1     | 20 novembre 1999  | 14     | Cornelia, Georgia      | House show           | I due vinsero anche il NCW Tag Team Title, unificando i due titoli. Le due federazioni successivamente si fusero nella NWA Wildside.                                                                                           |       |
| NWA Wildside |                                             |       |                   |        |                        |                      | |       |
| 102 | Big Eddie Cool e Mark E. Mark               | 1     | 4 dicembre 1999   | 35     | Cornelia, Georgia      | House show           | Il titolo fu rinominato in NWA Wildside Tag Team Championship. |       |
| 103 | Rick Michaels e David Young (2)             | 1     | 8 gennaio 2000    | 42     | Cornelia, Georgia      | House show           | |       |
| 104 | Robert Gibson e Ricky Morton                | 1     | 19 febbraio 2000  | 119    | Cornelia, Georgia      | House show           | | [ 7 ] |
| 105 | Rick Michaels (2) e David Young (3)         | 2     | 17 giugno 2000    | 59     | Cornelia, Georgia      | House show           | |       |
| — | Vacante                                     | —     | 15 agosto 2000    | —      | —                      | —                    | Il titolo venne reso vacante quando Michaels e Young vinsero il NWA World Tag Team Championship. |       |
| 106 | J.C. Dazz e Scottie Wrenn                   | 1     | 19 agosto 2000    | 140    | Cornelia, Georgia      | House show           | In un torneo per assegnare il titolo vacante, sconfiggendo in finale Terry Knight e Onyx. |       |
| 107 | Adam Jacobs e John Phoenix                  | 1     | 6 gennaio 2001    | 13     | Cornelia, Georgia      | House show           | |       |
| 108 | Shane Helms e Shannon Moore                 | 1     | 19 gennaio 2001   | 1      | Cornelia, Georgia      | House show           | |       |
| 109 | J.C. Dazz e Scottie Wrenn                   | 2     | 20 gennaio 2001   | 14     | Cornelia, Georgia      | House show           | |       |
| 110 | Keith Kohl e Kent Kohl                      | 1     | 3 febbraio 2001   | 49     | Cornelia, Georgia      | House show           | |       |
| 111 | Romeo Bliss e David Flair                   | 1     | 24 marzo 2001     | 28     | Cornelia, Georgia      | House show           | |       |
| 112 | J.C. Dazz e Scottie Wrenn                   | 3     | 21 aprile 2001    | 105    | Cornelia, Georgia      | House show           | |       |
| 113 | Todd Sexton e Tony Stradin                  | 1     | 4 agosto 2001     | 6      | Cornelia, Georgia      | House show           | |       |
| 114 | Homicide e Rainman                          | 1     | 10 agosto 2001    | 70     | Kingsport, Tennessee   | House show           | |       |
| 115 | Tank Trash e White Trash                    | 1     | 19 ottobre 2001   | 29     | Cornelia, Georgia      | House show           | |       |
| 116 | Homicide e Rainman                          | 2     | 17 novembre 2001  | 125    | Cornelia, Georgia      | House show           | |       |
| 117 | Azrael (2) e Gabriel                        | 1     | 22 marzo 2002     | 134    | Cornelia, Georgia      | House show           | Azrael era già stato campione con il ringname di Mark E. Mark. |       |
| 118 | Jay Briscoe e Mark Briscoe                  | 1     | 3 agosto 2002     | 14     | Cornelia, Georgia      | House show           | |       |
| 119 | Todd Sexton e Tony Stradin                  | 2     | 17 agosto 2002    | 77     | Cornelia, Georgia      | House show           | |       |
| 120 | Tank (2) e Scottie Wrenn (4)                | 1     | 2 novembre 2002   | 146    | Cornelia, Georgia      | House show           | |       |
| 121 | Jay Freeze e Brandon P.                     | 1     | 28 marzo 2003     | 84     | Cornelia, Georgia      | House show           | |       |
| 122 | Scott Cage e Kaos                           | 1     | 20 giugno 2003    | 29     | Cornelia, Georgia      | House show           | |       |
| 123 | Bulldog Raines e Tank (3)                   | 1     | 19 luglio 2003    | 91     | Cornelia, Georgia      | House show           | |       |
| 124 | Brandon P. (2) e Jeremy Vain                | 1     | 18 ottobre 2003   | 70     | Cornelia, Georgia      | House show           | |       |
| 125 | Masada e Todd Sexton (3)                    | 1     | 27 dicembre 2003  | 189    | Cornelia, Georgia      | House show           | |       |
| 126 | Murder One e Slim J.                        | 1     | 3 luglio 2004     | 77     | Cornelia, Georgia      | House show           | |       |
| 127 | Mikael Adryan e Azrael (3)                  | 1     | 18 settembre 2004 | 105    | Cornelia, Georgia      | House show           | |       |
| 128 | Iceberg e Tank (4)                          | 1     | 1 gennaio 2005    | 63     | Cornelia, Georgia      | House show           | |       |
| 129 | Ace Rockwell e Shaun Tempers                | 1     | 5 marzo 2005      | 21     | Cornelia, Georgia      | House show           | |       |
| 130 | Iceberg (2) e Tank (5)                      | 2     | 26 marzo 2005     | 241    | Cornelia, Georgia      | House show           | Alla chiusura della NWA Wildside, il 30 aprile 2005, il titolo ricominciò ad essere promosso come NWA Georgia Tag Team Title.                                                                                                  |       |
| Circuito indipendente |                                             |       |                   |        |                        |                      | |       |
| 131 | Ace Rockwell e Shaun Tempers                | 2     | 22 novembre 2005  | 38     | Soddy-Daisy, Tennessee | NWA Wildside Reunion | |       |
| — | Disattivato                                 | —     | 30 dicembre 2005  | —      | —                      | —                    | Il titolo non era promosso in alcuna promozione, per cui fu di fatto disattivato. |       |
| NWA Atlanta |                                             |       |                   |        |                        |                      | |       |
| 132 | Michael Stevens e Zac Edwards               | 1     | giugno 2014       | --     | --                     | House show           | Il titolo fu riattivato dalla NWA Atlanta, mantenendo il nome originario di NWA Georgia Tag Team Title. |       |
| 133 | Bill the Butcher e Pain                     | 1     | 25 ottobre 2014   | 126    | Griffin, Georgia       | House show           | |       |
| 134 | Lex Lee e Kevin Coffman                     | 1     | 28 febbraio 2015  | 105    | Stockbridge, Georgia   | House show           | |       |
| 135 | Drew Adler e Fry Daddy                      | 1     | 13 giugno 2015    | 224    | Locust Grove, Georgia  | House show           | |       |
| — | Vacante                                     | —     | 23 gennaio 2016   | —      | —                      | —                    | Il titolo fu reso vacante in seguito allo split dei campioni. |       |
| 136 | JTG e Shad Gaspard                          | 1     | 13 febbraio 2016  | 14     | Atlanta, Georgia       | House show           | |       |
| 137 | Andy Anderson e Pain (2)                    | 1     | 27 febbraio 2016  | 1      | Locust Grove, Georgia  | House show           | |       |
| — | Disattivato                                 | —     | 28 febbraio 2016  | —      | —                      | —                    | Il titolo fu disattivato con la chiusura della federazione. |       |